# Iago García
Iago García Pérez (Ferrol, La Coruña, 18 de mayo de 1979) es un actor español.

## Biografía
A los 18 años dejó su Ferrol natal para marcharse a Londres a fin de reflexionar acerca de su futuro. Durante su estancia en la capital británica decidió dedicarse a la interpretación . Regresó a Madrid para ingresar en la Real Escuela de Arte Dramático. Ha trabajado como  camarero, comercial y figurante en el Parque Warner Bros.
En televisión ha participado en diversas campañas publicitarias relacionadas con las elecciones así como intervenciones en series como Aída, Siete vidas o Memoria de España, donde dio vida a Enrique II, el  primer monarca de la dinastía de los Trastámara. Se dio a conocer al gran público gracias a su trabajo en la serie de TVE, Amar en tiempos revueltos, en la encarnó el papel de Ernesto Expósito, un hombre dispuesto a cualquier cosa con tal de alcanzar sus objetivos.
Posteriormente, trabajó en la serie de Antena 3 El secreto de Puente Viejo desempeñando el papel de Don Olmo Mesía, un rico terrateniente malvado y asesino, al que sólo le importa el dinero y el amor (imposible) de Soledad Castro, interpretada por Alejandra Onieva. Se marchó de la serie tras más de 400 capítulos, pero en septiembre de 2013 volvió interpretando al mismo personaje con una trama muy distinta.
Iago García goza de gran fama en España e Italia debido a dos series, El secreto de Puente Viejo y Acacias 38, que se emiten en los dos países con éxito, siendo de los mismos creadores y ambas triunfando allá.
Gracias a esta fama, en 2016 fue llamado como competidor en la undécima edición del programa televisivo italiano Ballando con le stelle de Rai 1 (versión italiana de ¡Más que baile!), resultando ganador en pareja con la bailarina italiana Samanta Togni.
Tras su participación en concurso de baile, se relacionó sentimentalmrnte con la actriz y bailarina, Eleonora Puglia, con la que estuvo viviendo en Italia durante 7 años hasta 2022, lo que hizo que Iago regresara a España.
En noviembre de 2023, el actor crea y protagoniza su ópera prima "La gripe del canario" en el teatro Jofre de Ferrrol.
En 2024 participa como famoso en la decimoséptima edición de Grande Fratello.

## Series de televisión

### Fijo
- Dos vidas (2021-2022) – Don Ventura Vélez de Guevara
- Non dirlo al mio capo (2018) – Diego Venturi
- Acacias 38 (T.1: 2015-2016) – Don Justo Núñez
- El secreto de Puente Viejo (T.1: 2011-2012, T.4: 2013-2014) – Don Olmo Mesía
- Matalobos (2009-2010) – Marcos Matalobos Torreiro
- 700 euros, diario secreto de una call girl (2008) – Manuel Castro
- Amar en tiempos revueltos (2006-2007) – Ernesto Expósito

### Episódico
- Cuéntame cómo pasó (2011) – Pedro
- La que se avecina (2010) – Borja
- Al filo de lo imposible (2007)
- Aída (2005)
- Memoria de España (2004) – Enrique II Trastámara
- Siete vidas (2004) – Abogado de Aída
- Mis adorables vecinos

## Televisión
- Grande Fratello (2024-2025) - Participante famoso
- Ballando con le stelle (2016) - Participante (Ganador)